# 325省道 (浙江省)
S325省道又名椒黄线，原编号82省道，是浙江省内的省道之一。
省道西起台州市黄岩区城区接104国道，东至椒江区城区接S225省道。